# نوین‌اشتات آم کوخر
شهر نویِن‌شتات آم کُخِر (به آلمانی: Neuenstadt am Kocher) در ایالت بادن-وورتمبرگ در کشور آلمان واقع شده‌است.

## نگارخانه

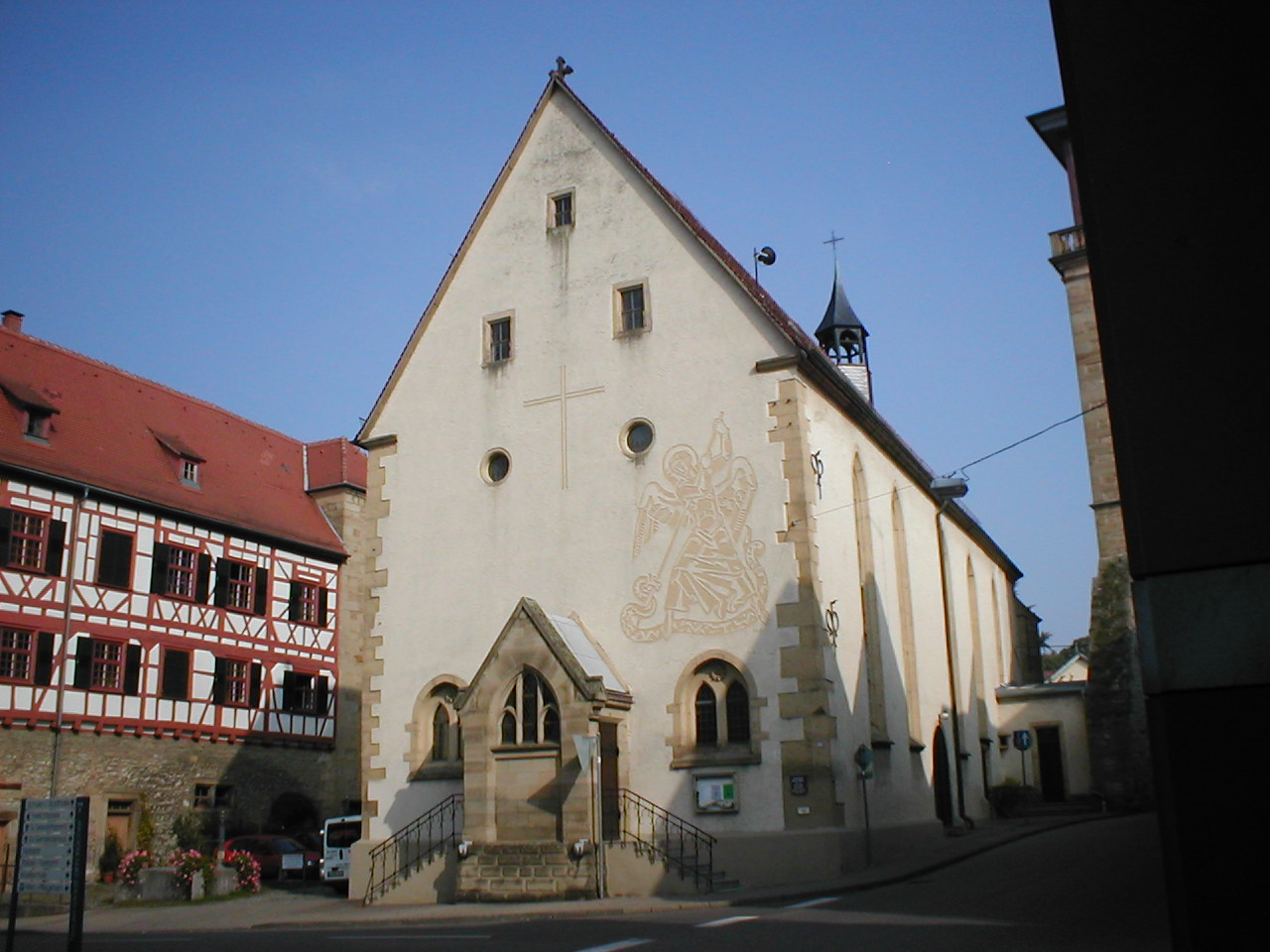
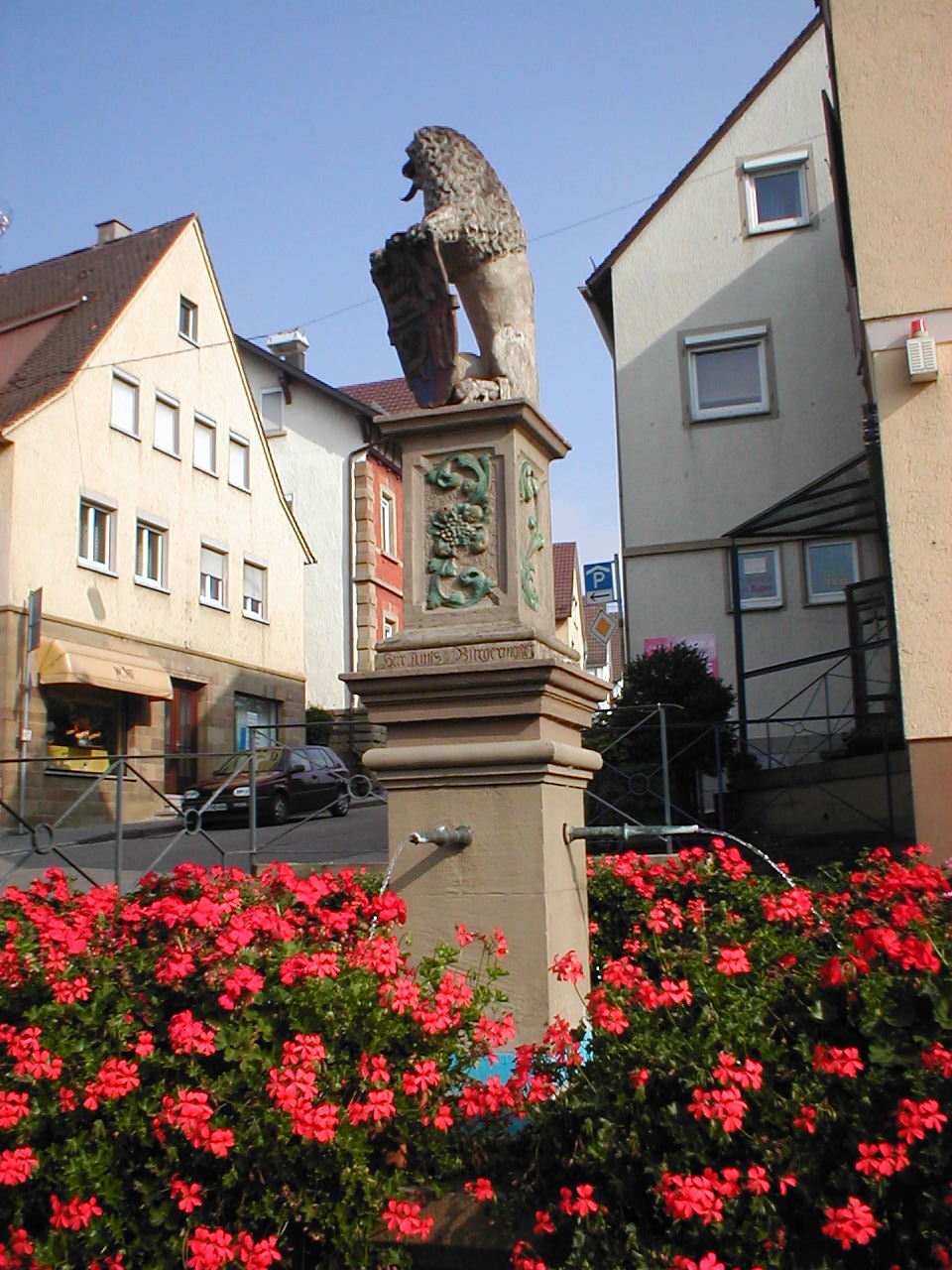